# 希勒瑟
希勒瑟是德国下萨克森州的一个市镇。总面积24.09平方公里，总人口2509人，其中男性1262人，女性1247人（2011年12月31日），人口密度104人/平方公里。